# Прапор Оману
Прапор Оману (араб. علم عمان) — складається з трьох горизонтальних ліній, білого, червоного та зеленого кольорів та червоної вертикальної лінії на якій розміщено національну емблему Оману (дві перехрещені шаблі, які прикрашає ритуальний кинджал). Білий колір символізує мир та процвітання, зелений — багату природу країни, а червоним — боротьбу за незалежність.
До 1970 року офіційним прапором було полотно червоного кольору, коли країни називалась Султан Маската. Теперішня версія затверджена 18 листопада 1995 року.